# Photographe malgré lui

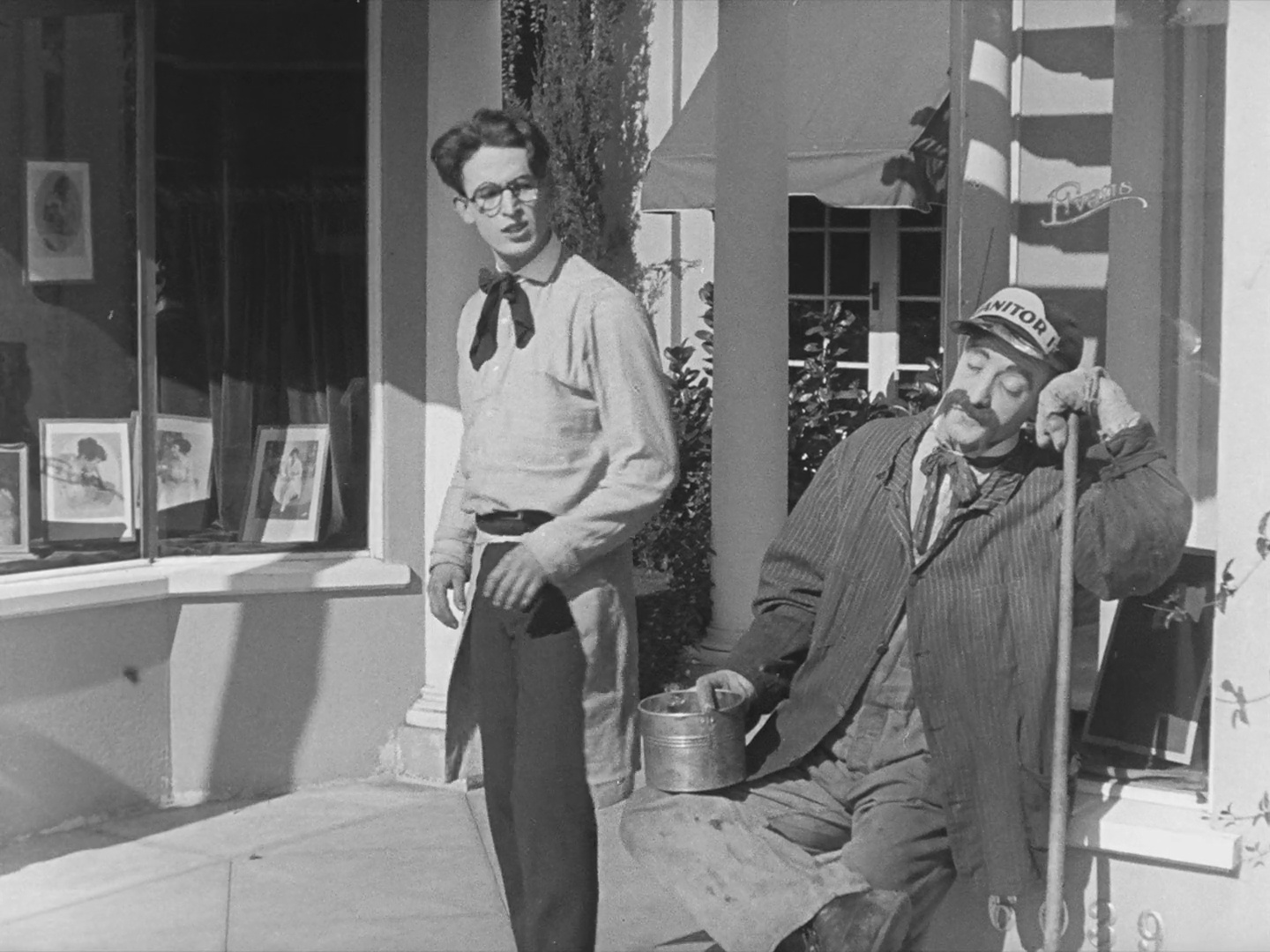
Harold Lloyd dans une scène du film.

Photographe malgré lui (Look Pleasant, Please) est un film américain réalisé par Alfred J. Goulding, sorti en 1918.

## Synopsis
Un groupe de femmes se rendent au studio d'un photographe pour se faire tirer le portrait. Le photographe a les doigts frivoles, et lorsqu'il se montre trop familier avec une des femmes, elle téléphone à son mari qui jure de venir au studio pour assassiner la photographe. Peu après, Harold, un épicier malhonête, est poursuivi par plusieurs policiers, et entre par hasard dans le studio du photographe. Le photographe prend d'abord Harold pour le mari furieux. Lorsqu'il réalise qu'Harold est inoffensif, le photographe lui propose de s'occuper du studio, espérant que le mari le prenne pour le photographe. Harold tente de photographier une vieille femme, un groupe de trois ivrognes et une jolie choriste avant l'arrivée du mari jaloux. Une bagarre éclate, le mari est finalement arrêté, et Harold et Bebe sont photographiés ensemble.

## Fiche technique
- Autre titre : Lui photographe[1].

- Réalisation : Alfred J. Goulding
- Scénario : H.M. Walker
- Producteur : Hal Roach
- Photographie : Walter Lundin
- Genre : Comédie[2]
- Production : Rolin Films
- Distributeur : Pathé Exchange
- Durée : 1 bobine
- Date de sortie : 10 mars 1918

## Distribution
- Harold Lloyd
- Snub Pollard
- Bebe Daniels
- William Blaisdell
- Sammy Brooks
- Lige Conley
- Billy Fay
- William Gillespie
- Lew Harvey
- Gus Leonard
- James Parrott
- Dorothea Wolbert